# Matchbox Twenty
I Matchbox Twenty (nome spesso abbreviato in MB20, MBT e M20 e originariamente chiamati Matchbox 20) sono una rock band nata a Orlando, Florida.

## La band
I Matchbox Twenty hanno venduto in tutto il mondo più di quarantaquattro milioni di copie dei loro primi tre album, Yourself or Someone Like You, Mad Season e More Than You Think You Are. Hanno inoltre pubblicato il loro quarto disco, Exile on Mainstream, il 2 ottobre 2007.
I membri attuali del gruppo sono Rob Thomas, Paul Doucette, Brian Yale e Kyle Cook; il chitarrista Adam Gaynor ha lasciato il gruppo nel 2005, dopo aver suonato per i primi tre album. Il cantante Rob Thomas è l'autore e il principale compositore della band, ma ha anche iniziato una carriera come solista pubblicando gli album ...Something to Be nel 2005, Cradlesong, uscito il 30 giugno 2009, e The Great Unknown del 2015.

## Carriera

### Yourself or Someone Like You(1997-2000)
I Matchbox Twenty registrarono il loro album di debutto, Yourself or Someone Like You, nel 1996. Dopo il primo singolo estratto, Long Day, il disco riuscì a scalare diverse Top 40 negli anni 1997 e 1998, con canzoni come Push, 3 A.M., Real World e Back 2 Good.
L'album riuscì a vendere solo negli Stati Uniti più di dodici milioni di copie e successivamente la band fece diversi tour esibendosi in canzoni prese dall'album e a volte in alcune cover come Time After Time di Cyndi Lauper e Don't Let Me Down dei Beatles. Il loro gruppo di fan crebbe di concerto in concerto grazie alle performance elettrizzanti e al fatto che i loro singoli rimanessero in classifica per così tanto tempo.
Prima di pubblicare il loro secondo album, Rob Thomas collaborò con Itaal Shur su una canzone intitolata Smooth per l'album di ritorno di Carlos Santana, Supernatural: a Thomas era stato chiesto di collaborare solo come autore, ma dopo averlo sentito Santana gli chiese di partecipare come anche come cantante. Smooth venne scelta come primo singolo e divenne una hit nel 1999. Thomas vinse tre Grammys per aver scritto e cantato la canzone.

### Mad Season(2000-2002)
Nel 2000 i Matchbox 20 si rinominarono Matchbox Twenty e pubblicarono il loro secondo album, Mad Season.
Il disco includeva alcuni brani che avrebbero avuto successo come singoli, come Bent (numero 1 della Hot 100) e If You're Gone. Gli altri due singoli estratti dall'album, Mad Season e Last Beautiful Girl, non ebbero invece lo stesso riscontro di pubblico.

### More Than You Think You Are(2002-2007)
Per il loro terzo album, More Than You Think You Are, la band tornò a suoni più rock e forti, lasciando lo stile pop che contraddistingueva il secondo disco. Diverse canzoni vennero scritte da tutti i membri, non solo da Rob Thomas.
I singoli estratti furono Disease, Unwell e Bright Lights. Anche se non divenne un successo dal punto di vista delle vendite, l'album riscosse consenso da parte della critica e i singoli rimasero nelle radio per più di un anno.
Nel maggio 2004, il gruppo pubblicò un DVD, A Night in the Life of Matchbox Twenty, che consisteva in alcuni live ad Atlanta ed alcuni video dei loro singoli.
Nel febbraio 2005 il chitarrista Gaynor lasciò ufficialmente il gruppo per seguire altri progetti musicali. Rob Thomas intanto pubblicò il suo primo CD da solista, …Something to Be, che rimase al primo posto nella top 200 statunitense per la prima settimana. I singoli estratti dal disco furono Lonely No More, This Is How a Heart Breaks, Ever the Same e Streetcorner Symphony.
Nel gennaio 2007 Rob Thomas scrisse la canzone Little Wonders per il film della Disney I Robinson - Una famiglia spaziale.

### Exile on Mainstream(2007) e il futuro incerto
La band tornò sulla scena musicale nel 2007 con la pubblicazione dell'album Exile on Mainstream, avvenuta il 2 ottobre. How Far We've Come venne scelto come primo singolo del disco, che include inoltre cinque nuove canzoni e la collezione completa dei loro undici singoli precedenti. How Far We've Come venne inserito nella pagina di MySpace della band a luglio e il video della canzone venne lanciato il 6 settembre 2007.
Agli inizi del 2008 iniziò il nuovo tour del gruppo con la partecipazione illustre di Alanis Morissette e dei Mute Math. I Matchbox Twenty, dopo essere sbarcati anche in Australia, visitarono il Regno Unito per la prima volta in cinque anni per esibirsi a Cardiff, Wembley, Birmingham, Glasgow e Manchester.
Rob Thomas è stato inoltre impegnato nella realizzazione del suo secondo album da solista, Cradlesong, uscito il 30 giugno 2009.

### Northe il ritorno in grande stile (2012)
North è il quarto album della band. La data per l'uscita è stata il 4 settembre 2012. Il primo singolo, She's so Mean, è stato pubblicato il 12 giugno 2012. Il video promozionale del secondo singolo, Overjoyed, è stato invece messo a circuito il 28 agosto 2012. Questo è il primo album di soli contenuti inediti che la band propone da More Than You Think You Are del 2002, sebbene Exile on Mainstream ne contenesse ben sette.

## Membri

### Attuali
- Rob Thomas – voce e piano
- Kyle Cook – chitarra classica, banjo, coro (1996–presente)
- Paul Doucette – (1996-2007) batteria e percussioni, dal 2007 chitarra e coro
- Brian Yale – basso

con
- Matt Beck – chitarra, tastiera, mandolino, coro (dal 2003)
- Ryan MacMillan – batteria e percussioni (dal 2007)

### Ex membri
- Adam Gaynor – chitarra e coro (1995–2005)

## Discografia
- 1996 - Yourself or Someone Like You
- 2000 - Mad Season
- 2002 - More Than You Think You Are
- 2012 - North
- 2023 - Where the Light Goes